# Lomographa purgata
Lomographa purgata är en fjärilsart som beskrevs av Walker 1862. Lomographa purgata ingår i släktet Lomographa och familjen mätare. Inga underarter finns listade i Catalogue of Life.